# Starbacicha
Starbacicha – osiedle w północnej części Skierniewic. Osiedle graniczy z Bolimowskim Parkiem Krajobrazowym. Dawniej samodzielna wieś typu ulicówka. Obecnie pokrywa się z ulicą o tej samej nazwie. Jest to teren o charakterze wiejskim, o niskim stopniu zurbanizowania. Na północ od Starbacichy znajduje się odrębna (według TERYT) część miasta o nazwie Starbacicha-Gajówka.

## Historia
Dawniej samodzielna miejscowość. Od 1867 wieś Starbacicha należała do gminy Skierniewka w powiecie skierniewickim w woj. warszawskim. 20 października 1933 utworzono gromadę Starbacicha w granicach gminy Skierniewka, obejmująca wieś Starbacicha, gajówkę Starbacicha oraz lewe serwituty Skierniewki. 1 kwietnia 1939 roku Grabinę wraz z całym powiatem skierniewickim przeniesiono do woj. łódzkiego.
Podczas II wojny światowej w Generalnym Gubernatorstwie, w powiecie łowickim w dystrykcie warszawskim. W 1943 Starbacicha liczyła 133 mieszkańców. Po wojnie Starbacicha powróciła do powiatu skierniewickiego w woj. łódzkim jako jedna z 22 gromad gminy Skierniewka.
W związku z reorganizacją administracji wiejskiej jesienią 1954, Starbacicha weszła w skład nowej gromady Mokra Prawa (oprócz serwitutów Skierniewki Lewej, które włączono do gromady Miedniewice). Od 1 stycznia 1973 w nowo utworzonej gminie Skierniewice (powiat skierniewicki), już ako część wsi Mokra Prawa. W latach 1975–1991 miejscowość należała administracyjnie do województwa skierniewickiego. 1 stycznia 1985 roku część wsi Mokra Prawa (169 ha) odpowiadającą obszarowi dawnej wsi Starbacicha włączono do Skierniewic.

## Charakter osiedla
Osiedle charakteryzuje się wyłącznie zabudową jednorodzinną. 

## Komunikacja
Osiedle posiada połączenia komunikacji miejskiej MZK Skierniewice - linie autobusowe nr 3, 6, 8, 10, łączące osiedle Starbacicha z dzielnicami i osiedlami miasta Skierniewic.